# Донателло (Черепашки-ниндзя)
Донателло (англ. Donatello), Дон (англ. Don) или Донни (англ. Donnie) — один из четырёх главных героев франшизы «Черепашки-ниндзя». В большинстве адаптаций Донателло третий по старшинству среди братьев-мутантов, а также заместитель лидера в лице Леонардо. Главная особенность Донателло заключается в его гениальном интеллекте, благодаря которому он изобретает различные гаджеты для членов команды и другие передовые изобретения. Он уступает братьям по силе, поскольку по большей части полагается на науку и технологии. В бою Донателло орудует посохом Бо.
Как и его братья, Донателло получил своё имя в честь итальянского художника Эпохи Возрождения, в данном случае скульптора Донато ди Никколо ди Бетто Барди. В оригинальных комиксах Mirage Studios он носил красную повязку, однако затем его отличительным цветом стал фиолетовый.

## Создание и концепция
Авторы комиксов Кевин Истмен и Питер Лэрд познакомились в Массачусетсе и начали работу над совместными иллюстрациями. В 1983 году Лэрд пригласил Истмена переехать к нему в Дувр, штат Нью-Гэмпшир. В ноябре того же года Истмен нарисовал черепаху в маске, которая стояла на задних лапах и была вооружена нунчаками. Лэрд нарисовал собственный эскиз и добавил к уже имеющемуся названию Ninja Turtles (рус. Черепашки-ниндзя) слова Teenage Mutant (рус. Подростки-мутанты). Концепция пародировала сразу несколько элементов, популярных в комиксах о супергероях того времени: мутанты Uncanny X-Men, подростки New Teen Titans и ниндзя Daredevil, в сочетании с антропоморфными животными, такими, как Утка Говард.
Работая над концепцией комикса, Истмен и Лэрд рассматривали возможность присвоения Черепахам японских имён, но вместо этого в конечном счёте решили назвать их в честь итальянских художников эпохи Возрождения — Леонардо, Донателло, Микеланджело и Рафаэлем. Лэрд отметил, что имена «были достаточно чудными и вписывались в концепцию». Авторы написали предысторию, ссылаясь на другие элементы Сорвиголовы: как и Мэтт Мёрдок, Черепахи подверглись воздействию радиоактивного вещества, а их сэнсэй, Сплинтер, был вдохновлён учителем Сорвиголовы по прозвищу Стик.
Донателло — любимая Черепашка-ниндзя Лэрда.

## Биография

### Mirage Comics
Однажды, в городе Нью-Йорк, маленький мальчик по имени Честер Мэнли купил в магазине четырёх маленьких черепах и, поместив их в аквариум, понёс к себе домой. Он стал свидетелем дорожно-транспортного происшествия, когда переходивший дорогу слепой человек едва не угодил под грузовик. В этот момент из машины вылетела канистра с мутагеном, которая затем врезалась в аквариум с черепашками, в результате чего они оказались смыты в канализацию. Их обнаружила старая крыса по имени Сплинтер, недавно потерявшая своего хозяина, мастера боевых искусств Хамато Ёси. Все пятеро животных подверглись воздействию содержащегося в канистре мутагена, что привело к мутацию в их организме и превращению в четырёх антропоморфных черепах и крысу. Понимая, что люди не примут тех, кто отличается от них, Сплинтер приютил черепашек и начал жить вместе с ними в канализации. Обучившись у своего мастера ниндзюцу, крыса начала тренировать своих приёмных детей боевым искусствам, а также дала каждому из них имена и индивидуальное оружие.
В ранних чёрно-белых комиксах Mirage Донателло был изображён как самая спокойная Черепашка. Несмотря на то, что в комиксе не была представлена официальная иерархия, в первых выпусках Дон выполнял роль заместителя лидера и являлся самым близким братом для Леонардо. В выпуске #1 именно он убил Шреддера, сбив его с крыши вместе с гранатой. В выпуске #2 подробно раскрывались личности каждого из братьев и, в случае с Донателло, было показано, что он — технарь, который паял схему. В том же выпуске Донни отметил, что «знаком с некоторыми компьютерными системами» и помог Эйприл О’Нил деактивировать маузеров. Во время изгнания Черепах в загородном доме Кейси Джонса в Нортгемптон, Донателло был одержим починкой и ремонтом множества сломанных вещей на ферме. Днями и ночами он чинил котёл, чтобы обеспечить свою семью горячей водой, а также строил ветряную мельницу и водяное колесо для проведения электричества. Обнаружив старую пишущую машинку, Дон написал личное кредо.
В своём личном ваншоте Донателло познакомился с художником по имени Кирби (дань уважения художнику комиксов Джеку Кирби), который обладал таинственным кристаллом, что на короткое время оживлял рисунки художника. Вместе с ним Донни отправился в измерения, где обитали творения Кирби и помог защитникам крепости отразить нападение монстров.
В сюжетной линии Shades of Grey Кейси встретил Донателло в ущелье, где тот обдумывал «рекурсивную структуру природных образцов». Кейси обвинил Дона в хвастовстве и в выставлении себя выше остальных. Донни предложил ему продолжить разговор, после того как тот успокоится. Схватив палку, заведённый Кейси начал непрерывно тыкать Черепаху, после чего Донателло вышел из себя и скинул Кейси в воду.
В сюжетной линии City at War Черепахи вернулись в Нью-Йорк, чтобы положить конец войне между фракциями клана Фут. Во время битвы с Элитной гвардией Шреддера в руинах антикварного магазина, Донателло провалился сквозь пол и сломал ногу. Увидев, что вражеские ниндзя одолели их союзника Караи и были готовы убить, Донателло схватил один из пулемётов Футов и несколько раз выстрелил в Элиту. Шокированный подобным проявлением насилия, Донни выбросил пушку. В конце истории Эйприл и Кейси вернулись в Нью-Йорк вместе с другими Черепашками за исключением Донателло, который решил остаться в Нортгемптоне с мастером Сплинтером, чтобы пройти курс лечения, а также обдумать последние события. Встретившись с союзником Черепашек-ниндзя линчевателем Никто, который находился в гражданском обличье, Дон вернулся вместе с ним в Нью-Йорк, чтобы помочь своим братьям сразиться с Бакстером Стокманом.
В последующих выпусках Донателло обнаружил в канализации бронированный грузовик, оставшийся там, по всей видимости, после ограбления банка в 60-х годах. Вместе с Рафом и Кейси Дон решил починить машину. В дальнейшем Донни вызвался сопровождать Утромов в миссии на Тэпуи по поиску двух пропавших исследовательских групп. На группу напали странные деревянные создания, которые уменьшили их до миниатюрных размеров. Существа оказались Утромами, обосновавшимися в джунглях во время их первого пребывания на Земле и жившими в тайне, благодаря своему Квантовому устройству переопределения размеров Инверсии, которое могло менять их размеры. Но процесс изменения величины для Донателло оказался необратим, в результате чего тот остался размером с фигурку. Пока Утромы работали над тем, чтобы вернуть ему прежний облик, Донателло использовал свою миниатюрность и проник на склад террористов. Он сконструировал тело робота, напоминавшего черепаху, чтобы облегчить себе передвижение.
Данная версия Донателло появилась в анимационном кроссовере «Черепашки навсегда» 2009 года, где его озвучил Кристофер С. Адамс. По сюжету, в их реальность попадают Черепашки-ниндзя из мультсериалов 1987 и 2003 годов, предупреждая об опасности, исходящей от Шреддера 2003 года, намеревающегося уничтожить мультивселенную Черепах. Затем Mirage Черепашки помогают своим аналогам, их союзникам и врагам в решающем противостоянии со Шреддером.

### Image Comics
В комиксах издательства Image, события которых разворачиваются после окончания 2-го тома Mirage, Донателло стал киборгом после того, как его тело серьёзно пострадало от выстрела и падения с вертолёта. Тем не менее он сохранил позитивный настрой, несмотря на то, что мог в любой момент сойти с ума, из-за кибернетической половины. Донателло так и не вернулся к своему прежнему состоянию во время оригинальных комиксов Image. В результате, ЦП киборга и разум Донателло часто конкурировали за господство над телом персонажа. Кроме того, Донателло стал более агрессивным, будучи в состоянии выстрелить в нескольких куноити, не моргнув и глазом. В  Urban Legends #25 весь жидкий металл был удалён из тела Донни, однако металлическая оболочка по-прежнему покрывала органическую ткань его тела.

### Archie Comics
Серия Teenage Mutant Ninja Turtles Adventures от издательства Archie изначально представляла собой адаптацию мультсериала 1987 года, из-за чего Донателло практически не отличался от версии из мультсериала. Тем не менее, сценаристы Стив Мёрфи и Райан Браун привнесли в его образ несколько элементов из комиксов Mirage. Донателло обладал чистым сердцем и невинной душой, что позволило ему пройти через Преисподнюю невредимым. Группа пришельцев, называющая себя Сыновья Безмолвия выбрала Донателло, чтобы поделиться с ним своей мудростью и тот смог телепатически общаться с ними. Донателло был пацифистом, который ненавидел прибегать к насилию.

### IDW Comics
В комиксах издательства IDW Донателло и его братья были реинкарнациями сыновей Хамато Ёси, которые жили в средневековой Японии и пали от руки Ороку Саки. В настоящем времени он был подопытной черепахой в лаборатории «StockGen Research, Inc.», принадлежавшей учёному Бакстеру Стокману. В какой-то момент на лабораторию напали ниндзя из клана Фут, с целью хищения разработок Стокмана. Во время развернувшейся кражи черепахи и их переродившийся в крысу по имени Сплинтер отец были облиты мутагеном. В течение следующих пятнадцати месяцев Донателло, Микеланджело и Леонардо обучались боевым искусствам по программе их учителя Сплинтера, а также безуспешно искали своего потерянного брата Рафаэля. В конечном итоге им удалось обнаружить его местоположение и спасти от Старого Клыка, мутировавшего бродячего кота. Вскоре после того, как братья привели Рафа домой, Донателло получил индивидуальную фиолетовую повязку.
Донателло едва не погиб в конце выпуска #44, когда он, Леонардо, Рафаэль и Микеланджело  пытались помешать Крэнгу преобразовать Землю с помощью инопланетного устройства под названием Технодром. В то время как остальные отсутствовали, Донателло остался в штаб-квартире, где на него напали Бибоп и Рокстеди. После непродолжительного боя Рокстеди разбил панцирь Донателло, едва не убив его. Во время интервью с IGN сценарист Том Вальц заявил, что Донни «не в состоянии пережить столь ужасную травму, однако его путь на этом не заканчивается».

## Телевидение

### Мультсериал 1987 года

Донателло в мультсериале «Черепашки-ниндзя» 1987 года.

В мультсериале 1987 года Донателло озвучил Барри Гордон, а в некоторых сериях 1989 года его заменил Грэг Бёрг. В команде ему отведена роль гения, который изобрёл такие вещи, как Черепаший фургон, Черепаший дирижабль и Черепаший передатчик. Из всех четверых Черепашек он самый спокойный. Донателло изобрёл множество инновационных вещей, наиболее известным из которых являются портативный портал, способный открывать врата в другие измерения, а также система раннего предупреждения о надвигающихся атаках из других измерений или со стороны Крэнга и Шреддера. Тем не менее в некоторых случаях изобретения Донателло выходили из-под контроля, из-за чего Черепашкам-ниндзя приходилось разбираться с последствиями.
В серии «Ночь Черепашек» Донателло, пережив серьёзную травму, стал крутым парнем, использующим более жёсткие методы, чем его братья, и предпочитающим сражаться со злом в одиночку. Он намеревался окончательно избавиться от Шреддера. Облачившись в новый костюм, напоминающий снаряжение Бэтмена, он создал альтер эго Тёмная Черепаха и начал бороться с преступностью, однако, получив аналогичную первой травму, вернулся в своё прежнее состояние и помог Черепахам остановить вторгнувшихся на Землю Трицератонов.
В анимационном кроссовере «Черепашки навсегда» 2009 года данную версию Донателло озвучил Тони Салерно. По сюжету, он и его братья попадают в мир Черепах 2003 года, где им приходится объединить усилия, чтобы предотвратить разрушение мультивселенной от руки Шреддера 2003 года.
Гордон вновь озвучил Донателло 1987 года в мультсериале «Черепашки-ниндзя» 2012 года.

### Аниме 1996 года
В Teenage Mutant Ninja Turtles: Superman Legend 1996 года Донателло озвучил Хидэнари Угаки.

### Сериал 1997 года
В сериале «Черепашки-ниндзя: Следующая мутация» роль Донателло исполнил Ричард Йи, в то время как Джейсон Грей-Стэнфорд озвучил персонажа. Также Донателло появился в эпизоде-кроссовере «Время черепах» сериала «Могучие рейнджеры: В космосе» 1998 года, где его озвучил Эзра Вайс.

### Мультсериал 2003 года

Донателло в мультсериале «Черепашки-ниндзя» 2003 года.

В мультсериале «Черепашки-ниндзя» 2003 года Донателло, озвученный Сэмом Ригелем, имеет противоречивую личность, по большей части являясь пацифистом. Он — флегматик, который с уважением относится к своим собеседникам и редко выходит из себя. Он является наименее конфликтным членом команды и пользуется уважением среди остальных Черепашек-ниндзя. Так например Лео полагается на его интеллект, Раф хвалит за техническую поддержку, а Майки поневоле становится испытателем его творений. Также, он, как и другие дети Сплинтера, поддерживает со своим сэнсэем телепатическую связь, что видно из серии «Космические захватчики. Часть 3». Он хорошо ладит с Эйприл, Кожеголовым и Фуджитоидом, каждый из которых разделяет его интерес к программированию и науке. У него есть друзья в лице бездомных, в частности он дружен с их предводителем по прозвищу Профессор, на свалке которого Донни находит полезные элементы для своих изобретений. Как и его братья, Дон имеет собственный кодекс чести и чувствует ответственность за невинных людей, поскольку именно он обеспечил исцеление жертвам генетических экспериментов Шреддера в серии «Возвращение в подземный мир».
В бою Донни использует посох Бо, а в 5 сезоне, во время обучения с Трибуналом Ниндзя копьё Бьяко, с помощью которого мог управлять ветром. Несмотря на то, что Донни уступает своим братьям в мастерстве, он компенсирует этот недостаток превосходством по части интеллекта. Как было показано в серии «Истории о Лео» Дон с детства увлекался конструированием, в последующие годы развивая интерес к науке и машиностроению. В альтернативной реальности, представленной в эпизоде «То, чего никогда не было», где Шреддеру удалось поработить землян, братья не смогли одержать победу из-за исчезновения Донателло из их мира. Оказавшись в этом мире, Дон воодушевил Лео, Рафа, Майки и Эйприл на штурм логово Шреддера и именно он уничтожил их злейшего врага. В другой реальности из серии «Проверка реальности», где Черепашки-ниндзя являются супергероями, версия Донни носит имя Шелектро и обладает способностью манипулировать электричеством.
В 4-м сезоне, во время эпидемии мутантов в Нью-Йорке, Дон заразился вирусом, что вызвало в его организме повторную мутацию и привело к превращению в монстра. Братья оказались бессильны без него и были вынуждены обратиться за помощью к агенту Бишопу и Бакстеру Стокману. Вместе с последним Кожеголовый создал противоядие, вернув Донни прежний облик. В 6-м сезоне выяснилось, что в будущем Донателло совместно с Эйприл и Кейси создаст компанию О’Нил Тек, которая станет самой богатой корпорацией в США. В 7-м сезоне, когда мастер Сплинтер был расщеплён на биты данных в киберпространстве, Донателло сыграл ведущую роль в спасении сэнсэя.
В анимационном кроссовере «Черепашки навсегда» 2009 года Донателло, вновь озвученный Ригелем, участвовал в спасении Черепашек 1987 года от Пурпурных драконов. Донателло скептически относился к изобретениям своего аналога из 1987 года, который, в свою очередь, называл его «Мистер волшебник». Вместе с Черепашками 1987 года и Черепашками из комиксов Mirage, а также их врагами и союзниками Дон и его братья нанесли окончательное поражение Шреддеру 2003 года, после чего все братья-мутанты вернулись в родные измерения.

### Мультсериал 2012 года
В мультсериале мультсериале 2012 года от Nickelodeon Донателло озвучил Роб Полсен, ранее озвучивший Рафаэля в мультсериале 1987 года. Из всех Черепашек он самый высокий, имеет карие глаза и щербинку в зубах. Он более вспыльчив, чем прошлые воплощения, но гуманен и коммуникабелен с людьми. С первого взгляда влюбился в Эйприл О’Нил. Первое время остаётся недовольным из-за своего деревянного оружия, считая, что братья, имея железное, превосходят его. Его оружие трансформируется в нагинату. В альтернативном будущем, представленном в 5 сезоне, он умер, однако успел перенести свой разум в тело робота. Донателло отправился в путешествие по пустошам вместе с Рафаэлем.

### Мультсериал 2018 года
В мультсериале «Эволюция Черепашек-ниндзя» 2018 года Дон, которого озвучил Джош Бренер, описывается как «невозмутимый гений механики и волшебник по части технологий, чьи навыки ниндзя уступают только его талантам в программировании». Здесь Донни второй по старшинству из братьев. Он более уверенный, общительный и обладает саркастичным чувством юмора. В бою пользуется высокотехнологичным посохом Бо. Как и его братья, Донателло начал свою жизнь как маленькая черепаха в лаборатории барона Драксума. Желая сделать солдат-мутантов, барон использовал ДНК Лу Джитсу, чтобы превратить Донателло в антропоморфную черепаху.
Бренер вновь озвучил Донателло в одноимённом анимационном фильме, события которого произошли после окончания мультсериала.

### Прочие появления
- В концертном туре «Coming Out of Their Shells» 1990 года, где Черепашки-ниндзя были представлены как сформированная музыкальная группа, Донателло играл на портативной электрической клавиатуре и клавишной гитаре.
- Американский певец Эрик Анзалоне озвучил Донателло в телевизионном спецвыпуске We Wish You a Turtle Christmas 1994 года[13].
- В телевизионном спецвыпуске Turtle Tunes 1995 года Донателло озвучил Ричард Берг[13].
- Кенан Томпсон озвучил Донателло в одном из эпизодов «Saturday Night Live»[13].
- Сет Грин, Брекин Мейер и Зеб Уэллс озвучили Донателло в нескольких выпусках пародийного американского мультсериала «Робоцып» 2005 года[13].
- Донателло появился в сериале «Псих», где его озвучили Кевин Шинник и Фрэнк Уэлкер[13].
- Барри Гордон, озвучивший Донателло в мультсериал 1987 года, вновь озвучил персонажа в рекламе автомобилей марки Honda[19]. Ранее Гордон также озвучил Донателло в рекламах сетей ресторанов быстрого питания Burger King и Chef Boyardee[13].

## Кино

### Классическая квадрология

Донателло в фильме «Черепашки-ниндзя» 1990 года.

В экранизации 1990 года Донателло сыграл Лэйф Тилден, а озвучивал Кори Фельдман. Донателло более ребячлив, чем в комиксах Mirage и мультсериале 1987 года, поскольку склонен шутить бок о бок со своими братьями. В первом фильме Донателло не проявляет признаки «вундеркинда» команды, хотя время от времени возится с различными устройствами. Кроме того, было показано, что он обладает обширными познаниями в малоизвестных темах, будучи специалистом в Trivial pursuit. Он избирателен при выборе боевых кличей, однако некоторые варианты, например, «Босса-нова!», вызывают недоумение в глазах остальных. После того как Рафаэль был нокаутирован членами клана Фут, Донни участвовал в отражении нападения вражеских ниндзя на квартиру Эйприл. Группа была вынуждена скрыться в загородный дом их нового союзника Кейси Джонса и, после выздоровления Рафаэля, братья отправились на спасение Сплинтера, вступив в бой с лидером Фут, Шреддером. В то время как Черепашки оказались беспомощны в сражении с ним, Ороку Саки, тем не менее, был побеждён их учителем Сплинтером.
Во второй части, премьера которой состоялась в 1991 году, Донателло снова сыграл Лэйф Тилден, а озвучил Адам Кори, заменивший на тот момент находящегося в реабилитации Фельдмана. Он усовершенствовал антимутаген, который вернул Токку и Разара в их первоначальное состояние. В качестве подтверждения инженерных способностей, было показано, как он взламывает компьютер компании TGRI. В фильме Донателло оказывал наибольшую эмоциональную поддержку своему младшему брату Микеланджело.
В третьем фильме, который вышел в 1993 году, его играл Джим Ропоза, а Фельдман вернулся к озвучиванию. Донателло объясняет принципы работы машины времени, которая перенесла Черепах в феодальную Японию. Донни отметил, что на месте каждого отправленного в прошлое возникает другой человек, который попадает в будущее. Вместе с Леонардо и Рафаэлем участвовал в спасении Микеланджело и помог остановить контрабандиста Уокера, после чего вернулся домой.
С 1995 по 1997 годы Кевин Истмен работал над четвёртым фильмом франшизы, который должен был называться либо «Черепашки-ниндзя 4: Новая мутация», либо «Черепашки-ниндзя 4: Возвращение клана Фут». Питер Лэрд опубликовал концепт-арт Донателло в своём блоге. По задумке фильма Черепашки-ниндзя и Сплинтер подверглись вторичной мутации из-за того, что находящийся в их крови мутаген с годами привёл к изменению внешнего вида героев, а также даровал им новые способности. Кроме того, в фильме должен был вернуться Шреддер, восстанавливающий авторитет клана Фут.
В анимационном фильме 2007 года его озвучил Митчел Уинтфилд. После того, как Сплинтер отправил Леонардо тренироваться в Южную Америку, команда распалась и Донателло начал управлять линией технической поддержкой IT, чтобы зарабатывать деньги для семьи. После возвращения Лео, Черепашки-ниндзя становятся свидетелями битвы клана Фут под руководством Караи и йети-подобного чудовища, однако остаются в неведении относительно целей клана. Затем, во время спасения захваченного каменными генералами Леонардо, они узнают о личности стоящего над генералами магната Макса Винтерса, на деле являющегося древним воином по имени Юатль. Черепашки помогают ему избавиться от своего бессмертия и обрести покой. В конечном итоге, братья, вновь став единой командой, возвращаются на защиту города.
В 2007 году Кевин Манро заявил, что хотел бы снять продолжение мультфильма, в котором потенциально мог вернуться Шреддер. Манро запланировал трилогию. «Черепашки-ниндзя 2» должен был стать вольной адаптацией арки City At War из оригинальных комиксов Mirage. По сюжету, Микеланджело чувствовал себя изгоем, из-за чего присоединился к клану Фут, в то время как Черепахи отправились в Японию, где должны были столкнуться с Караи и Шреддером.

### Дилогия-перезапуск
В фильме-перезапуске «Черепашки-ниндзя» 2014 года Донателло сыграл актёр Джереми Ховард. В этом фильме Донателло является мозгом команды и в значительной степени полагается на высокотехнологичное оборудование и снаряжение. Здесь его внешний вид полностью отражает то, что он учёный: он покрыт разными техническими устройствами, его бо сделан из металла и может изменяться в длине, а на глазах Донни носит оптические очки. Также у него есть сканирующие очки-бинокль, которые он носит на лбу и может надеть на глаза в любой момент. Именно Донателло останавливает выпущенный над Нью-Йорком вирус Шреддера.
В фильме «Черепашки-ниндзя 2» 2016 года Ховард вновь вернулся к роли Донателло. Черепашки пытаются предотвратить побег Шреддера во время его перевозки в тюрьму, однако терпят поражение. Леонардо узнаёт, что обнаруженный ими мутаген способен превратить всех четверых братьев-мутантов в людей, после чего запрещает Донателло рассказывать Рафу и Майки об этом открытии. Донателло определяет местоположение деталей телепортирующего устройства, необходимого Шреддеру. Вместе с братьями он успешно останавливает прибывший на Землю Технодром, управляемый Крэнгом, за что получает награду от лица полиции Нью-Йорка.

### Другие фильмы
В фанатском фильме «Кейси Джонс» Донателло озвучил Поларис Бэнкс.
Донателло появляется в анимационном фильме-кроссовере под названием «Бэтмен против Черепашек-ниндзя» 2019 года, где его озвучил Барон Вон. Он и его братья помогают Бэтмену, Робину и Бэтгёрл остановить Шреддера, который заключил союз с Ра’с аль Гулом и его Лигой Убийц, чтобы отравить весь Готэм-Сити мутагеном.
Донателло появляется в анимационном фильме «Черепашки-ниндзя: Погром мутантов» 2023 года, где его озвучил Майка Эбби.

## Видеоигры
В первых видеоиграх, основанных на мультсериале 1987 года, у Донателло самая большая дальность атак, однако его удары не столь мощны, как у Леонардо. Исключением является первая игра для NES, где Донателло наносил наибольший урон, а его атаки имели большую дальности, но были медленными.
Донателло стал одним из гостевых персонажей в файтинге DC Comics Injustice 2 (2017) в рамках загружаемого контента «Fighter Pack 3», где его озвучил Кори Крюгер. Также его скин появляется в играх Smite (2014) и Brawlhalla (2017). Как и другие Черепашки-ниндзя он стал частью игр-кроссоверов Nickelodeon Kart Racers (2018) и его продолжений, а также Nickelodeon All-Star Brawl (2021), наряду с другими персонажами Nickelodeon.
В Teenage Mutant Ninja Turtles: Shredder’s Revenge (2022) Донателло наносит удары средней силы на медленной скорости и высокой дальности. Кроме того, это первая официальная игра в серии Teenage Mutant Ninja Turtles по мотивам мультсериала 1987 года, где Донателло озвучил Барри Гордон.